# L'Institut de beauté
L'Institut de beauté est une comédie en trois actes d'Alfred Capus, représentée pour la première fois, au théâtre des Variétés, le 21 novembre 1913 sur une mise en scène de Fernand Samuel.

## L'intrigue
Léon Lagraine et sa femme, Adrienne sont des bourgeois tranquilles et heureux. Mais ils s'avisent un jour qu'ils ne sont pas dans le train, et ils se mettent imprudemment à l'école de la mode et du snobisme. Léon veut être poète et Adrienne se décide à diriger un institut de beauté, situation qu'elle doit à une certaine baronne internationale et passionnée, la baronne Tournois. Léon cède aux avances de la baronne qui a pour lui un sentiment aussi tendre qu'immédiat. Adrienne les surprend, sinon en flagrant délit d'adultère, du moins en flagrant délit de mensonge. Elle se vengera en devenant femme de lettres et en écrivant un drame en cinq actes. C'est une terrible vengeance, mais elle est tout de même un peu auteur dramatique, car elle obtient fort adroitement de la baronne l'aveu formel - elle doutait encore -- que son mari l'a trompée. Cela arrange tout : fureur puis reconciliation. 

## Personnages et distribution de la première
- Adrienne, 28 ans : Marthe Régnier
- La baronne Tournois, 40 ans : Marcelle Lender
- Célina, 25 ans, ex-gardeuse d'oies, gouvernante de Bombel : Mistinguett
- Séraphine, 30 ans : Berthe Fusier
- Juliette, 20 à 25 ans : Badin
- Éléonore, 20 à 25 ans : Thérèse Dorny
- Madame Éliani : Chapelas
- Léon Lagraine, 36 ans, marchand de papier peint : Albert Brasseur
- Bombel, 55 ans, oncle à héritage : Guy
- Léopold, 28 ans : Gaston Sylvestre
- Brochin, 40 ans : Jean Dax
- Le directeur : Émile Petit
- Madame Orbier :Madame Mareil (Andrée Mareil ou Lucy Mareil)[Laquelle ?]
- Une dame
- Femme de chambre
- Valet de pied